# Areopag
Areopag ili Areios Pagos (grčki: Άρειος Πάγος) predstavlja Aresovo brdo, koje se nalazi sjeverozapadno od Akropole u Ateni, poznato kao sjedište istoimenog tijela koje je u klasičnom periodu služilo kao prizivni sud u kaznenim i građanskim slučajevima.
Grčka mitologija navodi kako su na tom brdu Aresu sudili drugi bogovi za ubojstvo Posejdonovog sina Alirotija (što se navodi kao tipičan primjer etiološkog mita). U slične svrhe je brdo poslužilo Eshilu koji u Eumenidama (458. pr. Kr.) navodi Areopag kao mjesto gdje se sudilo Orestu za ubojstvo majke Klitemnestre i njenog ljubavnika Egista.
Areopag je kao atenska institucija u predklasična vremena bio rezerviran isključivo za bivše arhonte i druge velikodostojnike, odnosno predstavljao svojevrstan ekvivalent rimskom Senatu. Smatrajući ga glavnim uporištem oligarhije, radikalni demokratski političar Efijalt mu je 462. pr. Kr. srezao ovlasti na suđenje za ubojstva i vjerske prekršaje. Areopag je u 4. stoljeću pr. Kr. stekao pravo da istražuje slučajeve korupcije, ali je u njima sudske odluke donosila eklezija.
U počast drevnom Areopagu taj naziv danas nose neke institucije, uključujući kasacijski sud u suvremenoj Grčkoj.

## Vanjske poveznice
- Acts 17:16-34, pristupljeno 22. prosinca 2013.